# اوله ایواشچنکو
اوله ایواشچنکو (اوکراینی: Иващенко Олег Михайлович؛ زادهٔ ۵ مهٔ ۱۹۶۴) بازیکن فوتبال اهل اتحاد جماهیر شوروی سوسیالیستی است.